# Фошт
Фошт (словен. Fošt) — поселення в общині Словенська Бистриця, Подравський регіон‎, Словенія.